# Nils Christie

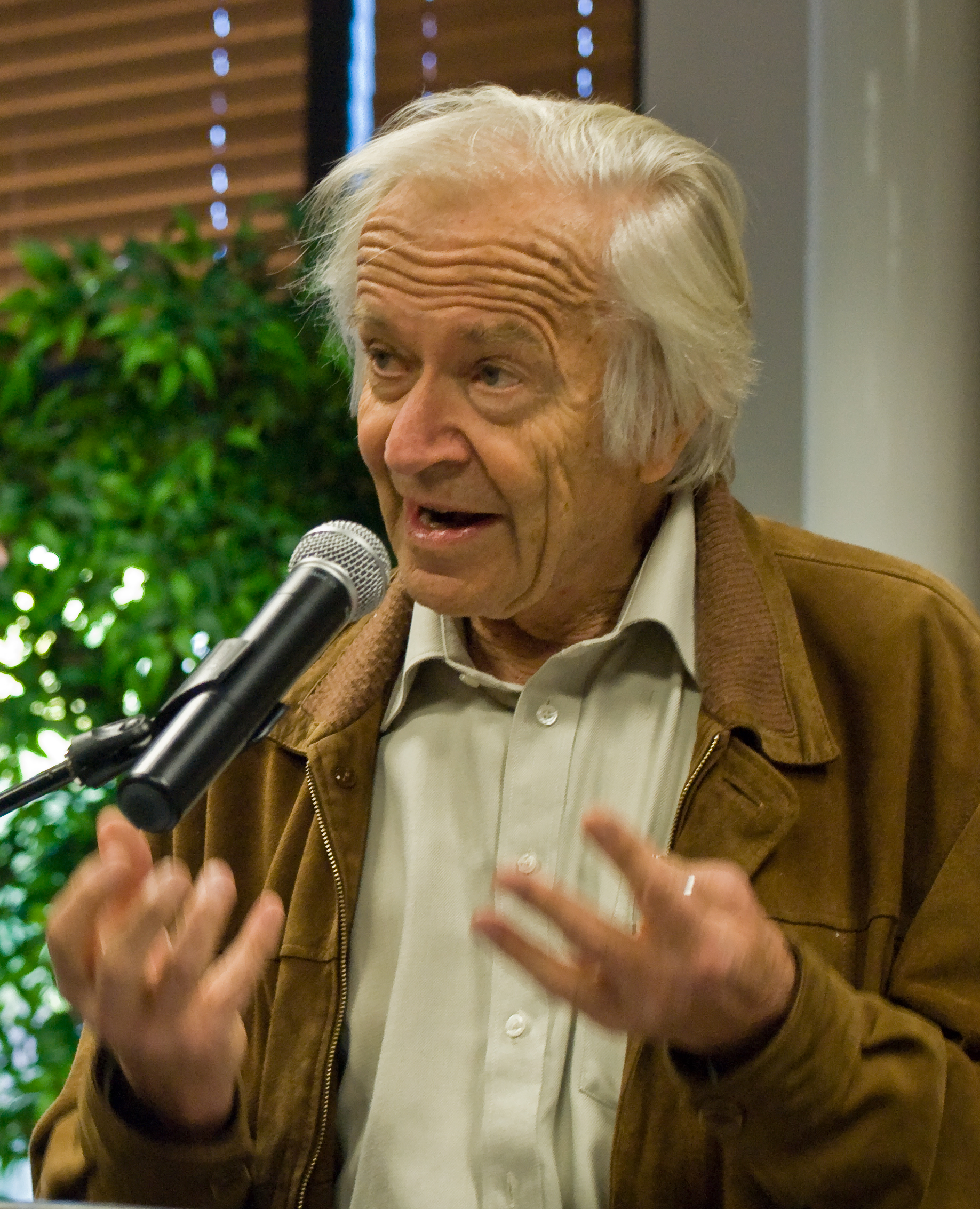
Nils Christie (2007)

Nils Christie, född 24 februari 1928 i Oslo, död 27 maj 2015 var en norsk sociolog och kriminolog.
Christie doktorerade 1959 med avhandlingen Unge norske lovovertredere ("Unga norska lagöverträdare") och var från 1966 professor i kriminologi vid Universitetet i Oslo. Christie beskrev sig själv som samhällsforskare, och var en nestor i norsk kriminologi och norsk samhällsforskning. Han hade stort inflytande på norsk kriminalpolitik. Ordningen med konfliktråd och principen om "återupprättande process" lanserades av Christie.
Christie skrev en rad böcker om samhällsvetenskapliga ämnen, varav flera har översatts till svenska.

## Svensk bibliografi[2]
- Om skolan inte fanns (1972)
- Pinans gränser (1982)
- Den goda fienden : narkotikapolitik i Norden (1985)
- Bort från anstalt och ensamhet : till ett meningsfullt liv (1991)
- Lagom mycket kriminalitet (2023) - norsk utgåva 2004

## Utmärkelser, ledamotskap och priser
- Ledamot av Kungl. Vetenskapsakademien (LVA)
- Ledamot av Vetenskapssocieteten i Lund (LVSL, 1974)[3]

### Fotnoter
1. ↑  Nils Christie i Norsk biografisk leksikon, läst 2015-07-30
2. ↑  Libris.kb
3. ↑  https://journals.lub.lu.se/vsl/issue/view/3031/621 Vetenskapssocieteten i Lund Årsbok 2018